# Body & Soul (Rick Astley-album)
A Body and Soul Rick Astley negyedik stúdióalbuma,  mely 1993-ban jelent meg. Az album a Billboard 200-as listán egy hétig a 185. helyen tartózkodott, 28. helyen tarolt Olaszországban, és két kislemez is megjelent az albumról. Az album megjelenése után Astley visszavonult, majd 2001-ben tért vissza a zeneiparba.

## Megjelenések
LP  Brazília RCA – 150.7058
1. "The Ones You Love" 4:40 (D. West, R. Astley)
2. "Waiting for the Bell to Ring" 4:53 (D. West, R. Astley)
3. "Hopelessly" 3:34 (R. Astley, R. Fisher)
4. "A Dream for Us" 6:07 (B. Roberts, R. Astley)
5. "Body and Soul" 4:09 (R. Astley)
6. "Enough Love" 4:07 (A. Morris, I. Devaney, L. Stansfield, R. Astley)
7. "Nature's Gift" 4:26 (A. Morris, I. Devaney, L. Stansfield, R. Astley)
8. "Remember the Days" 3:57 (R. Astley, R. Fisher)
9. "Everytime" 4:53 (D. West, G. Stevenson, R. Astley)
10. "When You Love Someone" 4:14 (R. Astley)
11. "Stop Breaking Your Heart" – 4:13 (Csak a japánban kiadott lemezen található)

2010-es kiadás 

2010. május 3-án jelent meg a Body & Soul kibővített kiadása a Free albummal együtt, mely mindkét lemez újra maszterelt változatokkal jelent meg.
1. "The Ones You Love" (Single Edit) – 4:22
2. "Hopelessly" (Live) – 3:50
3. "Move Right Out" (Twelve-Inch Mix) – 6:35
4. "Never Knew Love" (The 3 Day Mix) – 8:37
5. "The Ones You Love" (Instrumental) – 4:51